# Arvis Piziks

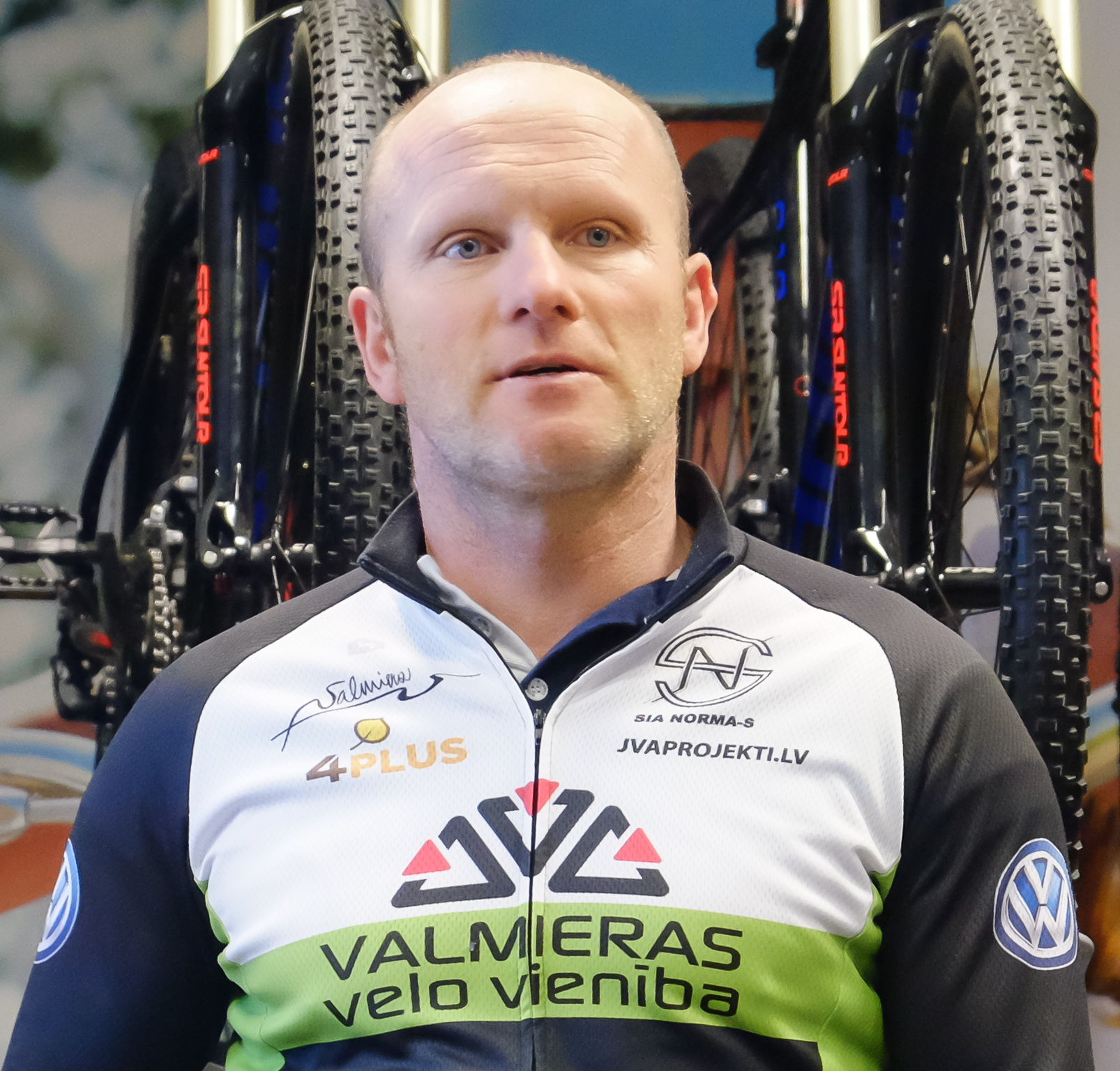
Arvis Piziks

Arvis Piziks (* 12. September 1969 in Gulbene) ist ein ehemaliger lettischer Straßenradrennfahrer.

## Sportliche Laufbahn
Arvis Piziks startete 1992 bei den Olympischen Sommerspielen in Barcelona im Straßenrennen, wo er den achten Platz belegte. In jenem Jahr gewann er auch mit Paris–Tours Espoirs eines der bedeutendsten französischen Rennen für Amateure. 1995 wurde er Profi bei dem niederländischen Radsportteam Novell, die ab 1996 unter dem Namen Rabobank fuhren. Bei den Olympischen Sommerspielen 1996 in Atlanta wurde er 18. im Straßenrennen. 1998 wechselte Piziks zu der dänischen Mannschaft Home-Jack & Jones, dem späteren Team CSC. Im Jahr 2000 startete er zum ersten Mal bei der Tour de France und schaffte dort vier Top-Ten-Platzierungen. Bei den Olympischen Spielen in Sydney wurde er 22. im Straßenrennen. 2002 war er wieder bei der Tour de France am Start und wurde auf zwei Teilstücken Neunter. Ende der Saison 2003 beendete Piziks seine Karriere.

## Erfolge
1992
- Gesamtwertung Cinturón Ciclista a Mallorca
- Paris–Tours (U23)

1993
- First Union Invitational

1994
- zwei Etappen Circuit Franco-Belge
- Internatie

1996
- eine Etappe Tour du Limousin

1998
- eine Etappe Hessen-Rundfahrt

2000
- Aarhus Grand Prix
- eine Etappe Quatre Jours de Dunkerque
- Lettischer Meister – Straßenrennen

## Teams
- 1994 Trident-Schick
- 1995 Novell
- 1996 Rabobank
- 1997 Rabobank
- 1998 Home-Jack & Jones
- 1999 Home-Jack & Jones
- 2000 MemoryCard-Jack & Jones
- 2001 CSC-Tiscali
- 2002 CSC-Tiscali
- 2003 Team CSC